# Albert Lewin
Albert Parsons Lewin (Brooklyn, 23 september 1894 – New York, 9 mei 1968) was een Amerikaans regisseur, producent en scenarioschrijver.

## Levensloop
Lewin groeide op in Newark in New Jersey. Hij studeerde aan Harvard en doceerde daarna Engelse letterkunde aan de Universiteit van Missouri. Na zijn legerdienst tijdens de Eerste Wereldoorlog werd hij benoemd tot plaatsvervangend voorzitter van het American Jewish Relief Committee. Als toneel- en filmcriticus voor The Jewish Tribune kwam hij in de filmwereld terecht. In het begin van de jaren '20 werkte hij als lector voor filmproducent Samuel Goldwyn. Hij bewerkte tevens scenario's voor de regisseurs King Vidor en Victor Sjöström. In 1924 ging hij als scenarist aan de slag bij MGM, waar hij spoedig de persoonlijke assistent werd van producent Irving Thalberg. In de jaren '30 produceerde hij enkele succesvolle films bij MGM, zoals Mutiny on the Bounty (1935). Na de dood van Thalberg in 1937 stapte Lewin over naar Paramount, waar hij als producent aan de slag bleef tot 1941. Daarna regisseerde hij zes films. De dramafilm Pandora and the Flying Dutchman (1951) geldt als zijn artistieke meesterwerk. In 1966 publiceerde hij de roman The Unaltered Cat. Lewin stierf in 1968 aan een longontsteking.

## Filmografie
- 1942: The Moon and Sixpence
- 1945: The Picture of Dorian Gray
- 1947: The Private Affairs of Bel Ami
- 1951: Pandora and the Flying Dutchman
- 1954: Saadia
- 1957: The Living Idol